# Luci Fufidi Pol·lió
Luci Fufidi Pol·lió (en llatí Lucius Fufidius Pollio) va ser un magistrat romà del segle ii.
Va ser nomenat cònsol l'any 166 juntament amb Quint Servili Pudent. El menciona Lampridi a la Historia Augusta i consta als Fasti.
| Càrrecs públics                                  | Càrrecs públics                     | Càrrecs públics                               |
| ------------------------------------------------ | ----------------------------------- | --------------------------------------------- |
| Precedit per: Luci Arri Pudent i Marc Gavi Orfit | cònsol 166 amb Quint Servili Pudent | Succeït per: Luci Aureli Ver i Ummidi Quadrat |